# Hjalmar Öhrwall
Hjalmar August Öhrwall, född 15 december 1851 i Nora, död 11 januari 1929 i Uppsala, var en svensk läkare och professor.

## Biografi
Hjalmar Öhrwall var son till apotekaren Anders August Öhrwall och Märta Elisabeth Westberg. Öhrwall blev student vid Uppsala universitet 1872, medicine kandidat 1881, licentiat 1887 och doktor (i Lund) 1889. Hans gradualavhandling Studier och undersökningar öfver smaksinnet redovisade bl.a. upptäckten av att de olika smakkvaliteterna förmedlas av olika nerver. Orsaken till att han lade fram avhandlingen i Lund var att han betraktades som en förförare av ungdomen och en rabulist. Öhrwall utnämndes samma år till docent och 1890 till laborator i fysiologi i Uppsala och var 1899-1917 professor i fysiologi där.
Med stort intresse ägnade Öhrwall sig åt sinnesfysiologiska studier och bemödade sig därvid särskilt om att åt hithörande begrepp ge en skarp precisering, så i avhandlingarna Modalitets- och qvalitetsbegreppet inom sinnesfysiologien (1898), Ges det visuella rörelseförnimmelser? (1912), Det s.k. muskelsinnet (1913), Analysen af sinnesintryck (1919) och Om indelningen i sinnen (1920). Till dessa anknyter sig hans undersökningar om synillusioner (1911, 1921) samt hans tillsammans med K.G. Boström och G.F. Göthlin uppgjorda Förslag till bestämmelser vid undersökningar rörande färgblindhet (1916). 
Inom blodomloppets fysiologi utförde Öhrwall bl.a. omfattande arbeten över grodhjärtats förhållande vid kvävning (Erstickung und Wiedererweckung des isolierten Froschherzens, 1897; Über die periodische Funktion des Herzens, 1898). Därjämte utgav han en utförlig studie Om knutar (1908; andra upplagan 1916) samt flera populära uppsatser. Han var med och grundade Föreningen Verdandi och från 1917 redigerade han Studentföreningen Verdandis småskrifter. Öhrwall blev ledamot av Vetenskapssocieteten i Uppsala 1916 och av Fysiografiska sällskapet i Lund 1924.
För allmänheten blev Öhrwall mest känd för arbeten om psykisk sjukdom, renlighet, befolkningsfrågor och rashygien, och Öhrwall blev därigenom, med Kjell Jonssons ord, en föregångsman för sekelskiftets hygienism. Inspirationskälla till detta engagemang fann Öhrwall, liksom Knut Wicksell och August Strindberg, i George Drysdales Samhällslärans grunddrag eller fysisk, sexuel och naturlig religion, där hygienismen blev ett samhällsprogram som skulle ersätta religionen. Hygienismen innefattade kroppen, själen, hemmet, rasen och samhället. Mot rashygienen anförde han att stora genier visserligen ofta bär på dåliga anlag och att med flertaliga "psykiska abnormiteter" följde hög begåvning, men i andra fall såg han rashygienen som framtiden, som "den nya religionen". Som läkare förordade han därför steriliseringar av sinnessjuka, "idioter och halvidioter", alkoholister, vagabonder, med flera. Demokratin såg han som en väg till ett evolutionärt urval, som med tiden skulle skapa "demokratins aristokrati".  Han var även en liberal och översatte John Stuart Mill till svenska.
Hans son Leif Öhrvall blev diplomat.
Hjalmar Öhrwall begravdes på Uppsala gamla kyrkogård.

## Översättningar
- John Stuart Mill: Om tanke- och yttrandefrihet (Bonnier, 1889)
- Hermann von Helmholtz: Om naturkrafternas växelvärkan och fysikens senaste eröfringar rörande detta ämne (1895)
- John Stuart Mill: Om friheten (Bonnier, 1917) Fulltext
- John Stuart Mill: Om nyttan av religion (Verdandi, 1919)
- John Stuart Mill: Om individualitetens betydelse för det allmänna bästa samt Om gränserna för samhällets myndighet över individen (Bonnier, 1922)
- Georg Brandes: Michelangelo (Verdandi, 1923)